# Odcinek Taktyczny „Roztoczczia”
Odcinek Taktyczny „Roztoczczia” – odcinek taktyczny nr 13 Ukraińskiej Powstańczej Armii, wchodzący w skład II Okręgu Wojskowego Buh.
Odcinek obejmował zachodnią część obszaru Okręgu Wojskowego „Buh”, z miejscowościami Niemirów, Magierów, Żółkiew, Krakowiec, Jaworów, Janów, Brzuchowice, Sądowa Wisznia, Medyka, Mościska, Krukienice.
Dowódcami Odcinka byli kolejno: „Hrad” O. Mahowśkyj (1945), „Tymisz” (1945–1946) i „Uhrynowycz” (1946). Członkami dowództwa odcinka byli: „Bajda” (1945–1946), „Hłuchyj” (1946), „Dżmil” (1945), „Zrub” (1945–1946), „Mrija” (1946), „Tymisz” (1945–1946), „Tyczyna” (1945–1946), „Uhrynowycz” (1945–1946), „Cyk” (1945), „Czardasz” (1945–1946), „Czuj” (1945–1946).
W czerwcu 1944 utworzono pierwszą na tym terenie regularną sotnię UPA, od 5 lipca nosiła ona nazwę „Chołodnojarcy”. Wkrótce przeorganizowano ją w kureń „Chołodnojarcy” z dwoma sotniami: „Chołodnojarcy-1” i „Chołodnojarcy-2”. W sierpniu utworzono sotnię „Chołodnojarcy-3”. 30 sierpnia 1944 oficjalnie zatwierdzono kureń ze stanem osobowym 425 żołnierzy. Dowódcami kurenia „Chołodnojarcy” byli kolejno "Hrad”, „Tymisz” i „Hłuchyj” (Wołodymyr Hul). 
W skład odcinka wchodziły w czerwcu 1945 dwa kurenie UPA: „Chołodnojarcy” (dowódca „Hrad”) i „Perejasławy” (dowódca „Sjan”), oraz samodzielna sotnia „Żubry” (dowódca „Strybożycz”). Kureń „Perejasławy” składał się z trzech sotni: „Perejasławy I” (dowódca „Bryl”), „Perejasławy II” (dowódca „Petrenko”), „Perejasławy III” (dowódca „Smyrnyj”). Kureń UPA „Perejasławy”, działał w sile 400 żołnierzy w okolicach Jaworowa i Lasów Janowskich. Dzielił się na trzy sotnie: „Chołodnojarcy I” (dowódca „Kobzarenko”), „Chołodnojarcy II” (dowódca „Hłuchyj”), „Chołodnojarcy III” (dowódca „Hriznyj”).